# Looienga

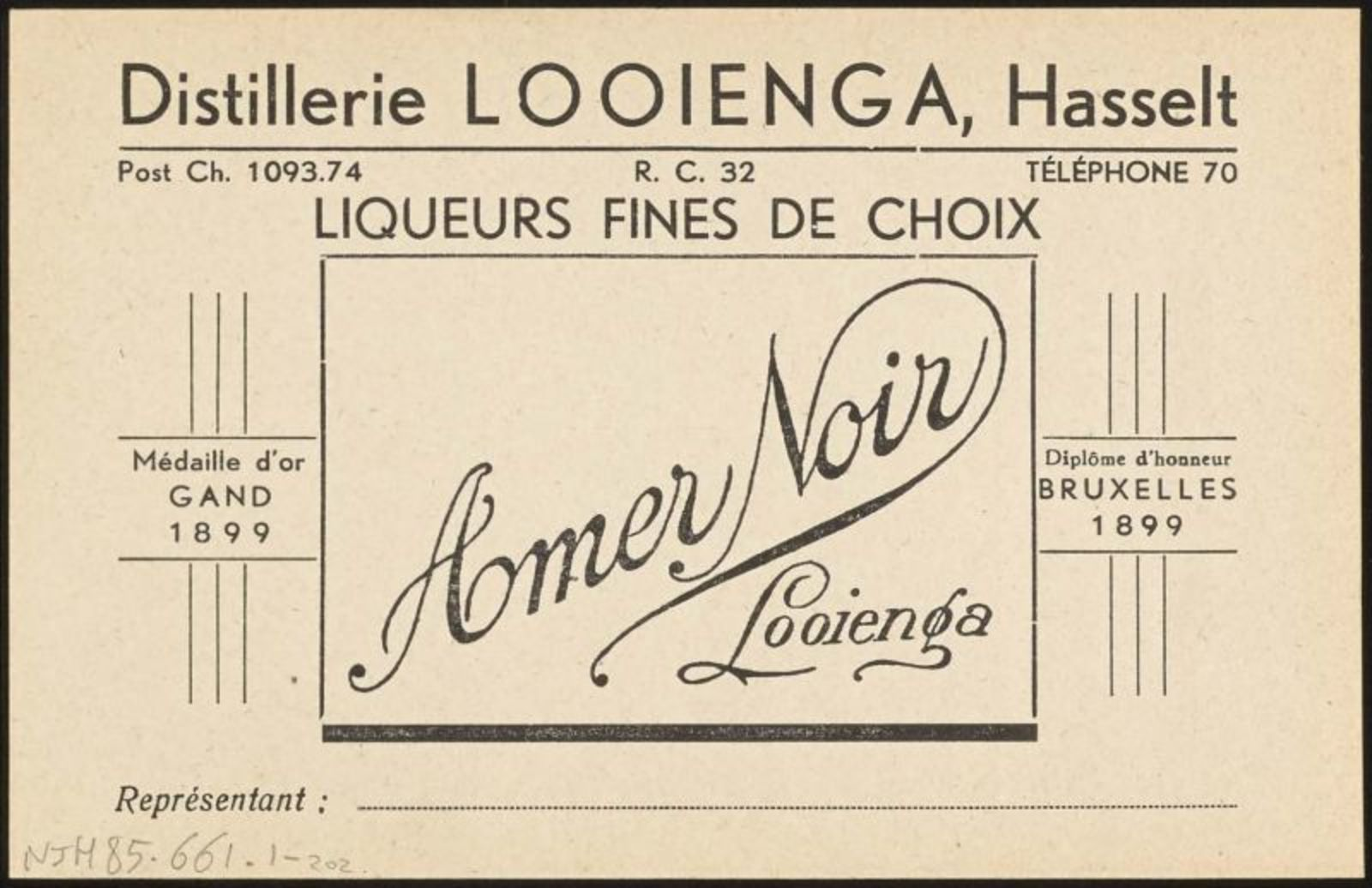
Briefkaart Distillerie Looienga, Hasselt, Liqueurs Fines de Choix, Amer Noir voor stokerij Looienga te Hasselt

Likeurstokerij Looienga, ook wel bekend onder de naam De Oranje Boom, ontstond op 1 januari 1894. Op deze dag nam Henri Ghuys ontslag als vertegenwoordiger van stokerij Notermans en ging een vennootschap aan met geldschieter J.J.M. Feyen, die als telg van een oude Ekselse teutenfamilie, als vanouds vertrouwd was met de handel in o.m. alcoholische dranken.

## Geschiedenis
De eerste jaren werken Ghuys en Feyen onder de bedrijfsnaam "H. Guys & J.J.M. Feyen". Deze samenwerking was echter van korte duur. Op 20 april 1897 sluit Feyen een nieuw samenwerkingsverband met Lambert Looienga, een stoker uit Nederlands-Limburgse Helden. Looienga werd destijds door Feyen aangetrokken voor het maken van fijne Hollandse likeuren.
Feyen en Looienga kozen als naam "De Oranje Boom" voor hun "distillerie à vapeur". Waar ze hun eerste locatie hadden, is niet met zekerheid vast te stellen. Men heeft het vermoeden dat deze stoomstokerij zich bevond in de oude bedrijfsgebouwen van stoker Ponet in de Dorpsstraat aan de Reddelberg in Hasselt.
De samenwerking blijkt succesvol te zijn en de stokerij breidt snel uit.
De stokerij brengt onder meer een "Kummel non-cristallisé", een "Crème de Noyaux" en een "Kempische elixir uit 't Boompje" op de markt. Deze laatste kadert in de reeks van de beroemde Kempische elixirs die aanbevolen wordt "ter genezing van verstopping, slechte spijsvertering, kolieken en maagkrampen" en dat men voor een goede gezondheid dagelijks een glaasje diende te drinken. Ook het bij-etiket is merkwaardig want daarop leest men: "attentie niet alleen dat likeur eene aangename en lekkere volksdrank is en voor den mensch vele gezonde eigenschappen bezit, doch ook let wel op, HH landbouwers voor paarden en runderen welke kolieken krijgen, is een kwaart flesch voldoende ze onmiddellijk te genezen".
Voor deze laatste elixir maakt men volop reclame in de diverse regionale bladen zoals rond 1903-1904 in "De Kempen", uitgegeven te Peer. In deze reclame lezen we dat ze "uitvinders van den eenigsten echten oranje-bitter zouden zijn". Of dit werkelijk zo is, valt te betwijfelen maar het is zeker dat de oranje-bitter een specialiteit van het huis was. Dat het werkelijk om een zorgvuldig gemaakt product ging merken we trouwens aan de met zorg aangeklede stoop afgebeeld.
In 1905 meldt via rondschrijven Lambert Looienga aan zijn klanten dat het samenwerkingsverband met Feyen in onderling overleg werd beëindigd. Hij zet de firma "De Oranje Boom" alleen verder. De voornaamste producten van likeurstokerij op dat moment zijn:
- Extra-fines
  - Orangeade triple sec
  - Anisette Hollandaise
  - Kummel cristallisé
  - Cherry-brandy

- Elixirs
  - Elixir Exelloise
  - Kempische Elixir
  - Elixir de Fauquemont

- Diversen
  - Advokaat
  - Rum
  - Cognac
  - Schiedam
  - Vieux Système de Hasselt
  - Orange-Bitter

Op 15 juni 1906 verkrijgt Looienga een toelating voor "une fabrique de liqueurs spiritueuses par distillation" in een pand gesitueerd in de Dorpsstraat. Kort daarna, in 1913, zou de firma verhuizen naar de Chaussée de Maestricht 102-104 (de huidige Maastrichtersteenweg 108). Het is hier dat Lambert Looienga een prachtige nieuwe woning laat bouwen, waarvan de voorgevel is in geglazuurde bakstenen.
Voor de verkoop van zijn producten rekent Looienga op plaatselijke vertegenwoordigers en depothouders. Zo zijn onder meer, ca. 1919, Louis Dewolf ("In den Hesp", Demerstraat, Hasselt) en A. Franken (Havermarkt, Hasselt) officiële verdelers.
In de jaren 1920 en 1930 werkten bij Looienga zo'n 10 tot 12 personen. Naast de klassieke likeuren, werd een nieuwe reeks producten gelanceerd: "Annisette de Bordeaux" (ca. 1910) en "Quinquina Favor" op basis van wijn (ca. 1920). In de jaren 1920 brengt Looienga zijn "Amer Curaçao" en "Amer noir" uit. Hij gebruikt daarbij zijn Nederlandse afkomst als verkoopsargument: "Hollandsche likeurstokerij Lambert Looienga - specialiteit Schiedam Prima" en op de bitteretiketten "Looienga Bitter" en "Bitter Supérieur".
Tijdens het begin van 1927 geeft hij zijn zaak over aan Jos Van Briel.
Na de Tweede Wereldoorlog gaven stoker Claes en boekhouder Vanermen het bedrijf een nieuwe impuls. Op 11 juli 1947 kon men aangifte doen van de plaatsing van een derde stooktoestel. De inhoud van de "bain-marie" was 105 liter en zonder "bain-marie" 150 liter. Van Briel stierf op 30 september 1959. Samen met Claes kon weduwe Van Briel-Ponet het bedrijf verder zetten tot 1973 wanneer hij zijn werkzaamheid als stoker diende te stoppen door ziekte en ouderdom.
In juni 1977 werd het bedrijf verkocht aan de Hasseltse stokerij Smeets die de stooktoestellen gebruikte als decoratie.

## Ereprijzen
In 1899 kregen zij op de tentoonstelling te Gent het ere-diploma van gouden medaille met de likeuren en specialiteit: "de Oranje-Bitter Feyen en Looienga". In Brussel behaalden ze in datzelfde jaar een "Grand Prix".

## Gedeponeerde likeurmerken
De Oranje Boom is één van de zeldzame Hasseltse stokerijen die het nut ontdekten van deponering.
In 1897 "Oranjebitter" en "CVH"
In 1900 "Citronade glaciale"
In 1903 "Kempisch Elixir uit 't Boompje"
In 1934 "Amer Noir Looienga"
In 1948 "Le Curaçao Blue Looienga"